# Dividendo
Dividendos são uma parcela do lucro apurado por uma sociedade anônima, distribuída aos acionistas por ocasião do encerramento do exercício social. No Brasil, são definidos no § 2º do art. 202 da lei das sociedades anônimas.

## Usos
Pode-se optar pelo reinvestimento automático do dividendo para comprar mais ações. O dividendo só será distribuído após efetuados os devidos descontos em favor do Estado. No Brasil, a lei 6.404 obriga as sociedades a distribuírem pelo menos 25% dos lucros. Os dividendos podem ter periodicidade diversa: mensal, trimestral, semestral, anual, etc., desde que conste no estatuto da empresa o período determinado. A Assembléia Geral Ordinária (AGO) é quem determina a parcela a ser distribuída como dividendo, de acordo com os interesses da empresa, através da manifestação de seus acionistas. O montante a ser distribuído deverá ser dividido pelo número de ações emitidas pela empresa, de modo que ações de mesma natureza tenham a mesma remuneração. 
Resumindo, a política de dividendos trata-se de uma decisão sobre a proporção dos resultados líquidos apurados num determinado período a ser distribuída aos acionistas ou a ser reinvestida nas atividades da empresa. Todos os acionistas têm direito a receber dividendos na mesma proporção em que participam no capital, salvo algumas exceções, como por exemplo: uma pessoa que detenha ações representativas de 10% do capital social, receberá 10% dos lucros totais da empresa. A mesma sociedade pode pertencer a categorias diferentes e conferir direitos diversos quanto aos dividendos.
As ações preferenciais sem voto conferem direito a dividendo prioritário, cujo valor não pode ser inferior a 5% do respectivo valor nominal, no Brasil. No caso do dividendo prioritário não ser integralmente pago durante dois exercícios, as ações preferenciais passam a conferir o direito de voto e só o perdem no exercício seguinte àquele em que tiverem sido pago os dividendos prioritários em atraso. As sociedades cujas ações estão admitidas à negociação devem informar o público sobre a distribuição de dividendos referentes a ações admitidas à negociação, o que deve ser feito mediante publicação, com 15 dias de antecedência, indicando o prazo para o exercício do direito aos dividendos.
O principal indicador para o investidor que quer apostar nessa categoria de renda variável é o chamado dividend yield, que mostra o retorno em dividendos frente ao preço da ação. Quanto mais alto esse índice, maior o valor do dividendo pago. No Brasil, o índice foi de 4,75% em 2005. O professor Ari Ferreira de Abreu, da Faculdade de Economia, Administração e Contabilidade de Ribeirão Preto, da USP diz que: "o investimento em dividendos pode ser uma boa opção para quem quer diversificar o portfólio com papéis de menor volatilidade e que funcionem como uma poupança".
A vantagem de investir em papéis de empresas com o fito de obter bons dividendos é que além desses proventos, os papéis tendem a se valorizar ao longo dos anos, como um efeito normal do setor produtivo. Mesmo no caso de haver uma iminente queda nas bolsas, a rentabilidade destas aplicações não tende a ser muito penalizada, apesar de ocorrer uma possível desvalorização no preço das ações. Neste caso, o dividend yield aumenta, mas por conta da queda do preço da ação e não pelo aumento na distribuição dos lucros. Além disso, para o investidor, a diferença básica é que ao receber dividendos ele não é tributado, pois a empresa já o foi quando da apuração de seu lucro líquido. Outra forma de distribuir o lucro entre os acionistas é através de juros sobre capital próprio. Esse pagamento é tratado como despesa no resultado da empresa, enquanto o dividendo não. Neste caso, o investidor terá que pagar o Imposto de Renda sobre o capital recebido. Essa questão fiscal é justamente o benefício da companhia, como esse pagamento é contabilizado como despesa da empresa, antes do lucro, ela não arca com os tributos repassando este ônus ao investidor. A opção entre dividendos e juros sobre capital próprio compete à assembléia geral, ao conselho de administração ou à diretoria da empresa.

## Retornos
Alguns setores bastante atrativos para este tipo de investimento são os bancos (BBDC, ITAU), as siderúrgicas (CSN, CST, USIM), as empresas de telecomunicações (Telesp Fixa, Telemar) e as empresas de energia (Transmissão Paulista, Eletropaulo, Light, CPFL Energia).
A tabela abaixo lista as dez maiores pagadoras de proventos do Ibovespa no ano de 2007, com base no Dividend Yield.
| Empresa                 | Código | DY*    |
| ----------------------- | ------ | ------ |
| Transmissão Paulista PN | TRPL4  | 14,23% |
| Eletropaulo PNB         | ELPL6  | 13,71% |
| Telesp PN               | TLPP4  | 10,60% |
| CPFL Energia ON         | CPFE3  | 9,63%  |
| Souza Cruz ON           | CRUZ3  | 9,00%  |
| Light ON                | LIGT3  | 7,11%  |
| Telemar PN              | TNLP4  | 7,04%  |
| Cemig PN                | CMIG4  | 6,97%  |
| Brasil Telecom PN       | BRTO4  | 6,89%  |
| Comgás PNA              | CGAS5  | 6,82%  |

(*) DY com base nas cotações do dia 21 de dezembro

## Politica de dividendos[4][5][6]
Os dividendos estão relacionados com a rentabilidade dos investimentos realizados e com as necessidades de financiamento ditadas pelo crescimento. Também, as necessidades de recursos financeiros estão relacionadas com empresas com elevadas taxas de crescimento, condicionando assim o montante dos dividendos distribuídos. Os factores determinantes do elevado valor da empresa são os resultados líquidos e a carteira de investimentos que a empresa apura, possibilitando assim o reinvestimento dos lucros na empresa, para assim se obter um rendimento futuro.
Assim, para se conseguir a concretização de certas metas de crescimento, a empresa tem que optar por outras formas de financiamento, fazendo assim com que haja uma alteração da estrutura de capitais e da remuneração exigida pelos proprietários.
Mesmo não existindo uma solução definitiva para o problema da política de dividendos, podemos sempre nos guiar pelas seguintes ideias:
- As falhas do mercado de capitais levam à necessidade de estudar a politica de dividendos mediante os objectivos estratégicos da empresa;
- Perante mercados de capitais dinâmicos, a politica de dividendos deve ser utilizada como meio de informação de forma a produzir um efeito de clientela nos investidores.
- A obtenção de acções próprias é um meio adequado para as empresas obterem alterações na sua estrutura de capitais e reduzirem os excessos de liquidez.
- E por fim, o valor da empresa é dado pelas perspectivas de crescimento, pela política de dividendos e pela estrutura de capitais adoptada.

São factores que afectam política de dividendos:
- Liquidez/rentabilidade da empresa

Existência de um resultado líquido positivo
Existência de meios líquidos disponíveis na tesouraria
- Previsibilidade dos lucros

As Empresas com lucros estáveis tendem a pagar uma maior precentagem dos seus lucros em dividendos.
- Restrições legais/estatuárias/contratuais

Falência técnica
Reservas obrigatórias
Imposições de credores/accionistas preferenciais
- Carteira de investimentos e acesso a fontes alternativas de financiamento

Estratégia de crescimento: rápido? maturidade?
Possibilidade de aceder a recursos externos (e seu custo)
- Contexto económico/fiscal

Inflação: amortizações podem ser insuficientes para compensar o aumento do custo de reposição.
Política fiscal face a dividendos e mais-valias
- Preferência dos investidores/forma de interpretação da política de dividendos

Dividendo certo vs dividendo ou mais-valias futuras incertas
Resultado de uma boa gestão?
Falta de oportunidades de investimento
- O efeito Clientela

Investidores que preferem dividendos, procurarão empresas que têm uma política de dividendos consistente com esta preferência.
As empresas devem definir a sua política de dividendos, de acordo com as preferências dos seus accionistas.
- O efeito "Informação" (ou "Teoria dos sinais")

A assimetria de informação entre gestores e investidores, leva a que a política de dividendos se possa assumir como um importante instrumento de comunicação.
Dividendos a longo prazo constituem uma pista para os investidores quanto à efectiva saúde financeira das empresas.
A evidência empírica indica que grandes mudanças inesperadas nos dividendos, podem ter impacto significativo no preço das acções.
- As Expectativas

Quando se aproxima o anúncio do próximo dividendo, os investidores formam expectativas quanto ao respectivo valor, depois comparam o dividendo anunciado com o dividendo esperado.
Se a quantia do dividendo é a esperada, o preço da acção deve permanecer inalterado, todavia, se o dividendo é maior ou menor do que o esperado, os investidores reavaliam as suas percepções sobre a empresa e o valor da acção reflecte essa alteração.
- Custos de Agência

A política de dividendos de uma empresa, pode ser entendida pelos proprietários como um instrumento para minimizar os custos de agência.
Maior pagamento de dividendos, diminui os custos de agência, devido à redução do cash-flow disponível para os gestores da empresa. Indirectamente funciona como monitorização das actividades de investimento da gestão.
A legislação em vigor, o pacto social da empresa ou contratos celebrados com o Estado, instituições bancárias ou outros organismos condicionam as políticas de distribuição de dividendos. Um acentuado ritmo de crescimento das empresas ou a necessidade de preservar o equílibrio da situação de tesouraria poderão aconselhar a que se opte pela retenção dos resultados, não distribuindo lucros anuais pelos sócios. Opostamente, uma distribuição excessiva e sem a devida ponderação poderá colocar em risco a rendibilidade da empresa se travar a expansão da mesma.
O Modelo de Lintner:
Em meados dos anos 1950, John Lintner partiu para uma análise no terreno e tentou apurar, junto de gestores, quais os factores que determinavam a política de distribuição de dividendos. São então identificados quatro factores chave:
1. As empresas têm objectivos de longo prazo para os rácios de distribuição de dividendos;
2. Os gestores dão mais importância às alterações dos dividendos (à sua evolução de ano para ano) do que propriamente ao seu valor absoluto. Exemplo:se hoje o dividendo vale $2,00 mas o ano passado valia $ 1,00 tal revela-se importante, mas se tivesse permanecido com igual valor de um ano para o outro, tal facto poderia não ser tão relevante;
3. As alterações dos dividendos seguem a lógica de longo prazo dos lucros sustentáveis; alterações esporádicas dos lucros não terão grande impacto no pagamento dos dividendos;
4. Os gestores mostram relutância em proceder a alterações dos dividendos que possam ser reversíveis.

O modelo simples de Lintner parece indicar que a política de dividendos dependerá quer dos lucros actuais quer dos dividendos do ano anterior, os quais por seu turno dependeram dos lucros desse ano, bem como dos dividendos do ano anterior; ou seja, seríamos levados a definir os dividendos como resultado de uma média ponderada dos lucros actuais e passados.
Esta análise e seus resultados revelar-se-ia importante, embora não explicando integralmente esta complexa temática dos fundamentos da política de distribuição de dividendos nas empresas.